# Willa z oficyną przy ul. Kościuszki 109-109a w Braniewie
Willa z oficyną przy ul. Kościuszki 109-109a w Braniewie – zabytkowy budynek przy ul. Kościuszki w Braniewie, zbudowany około 1850 roku.

## Opis budynków

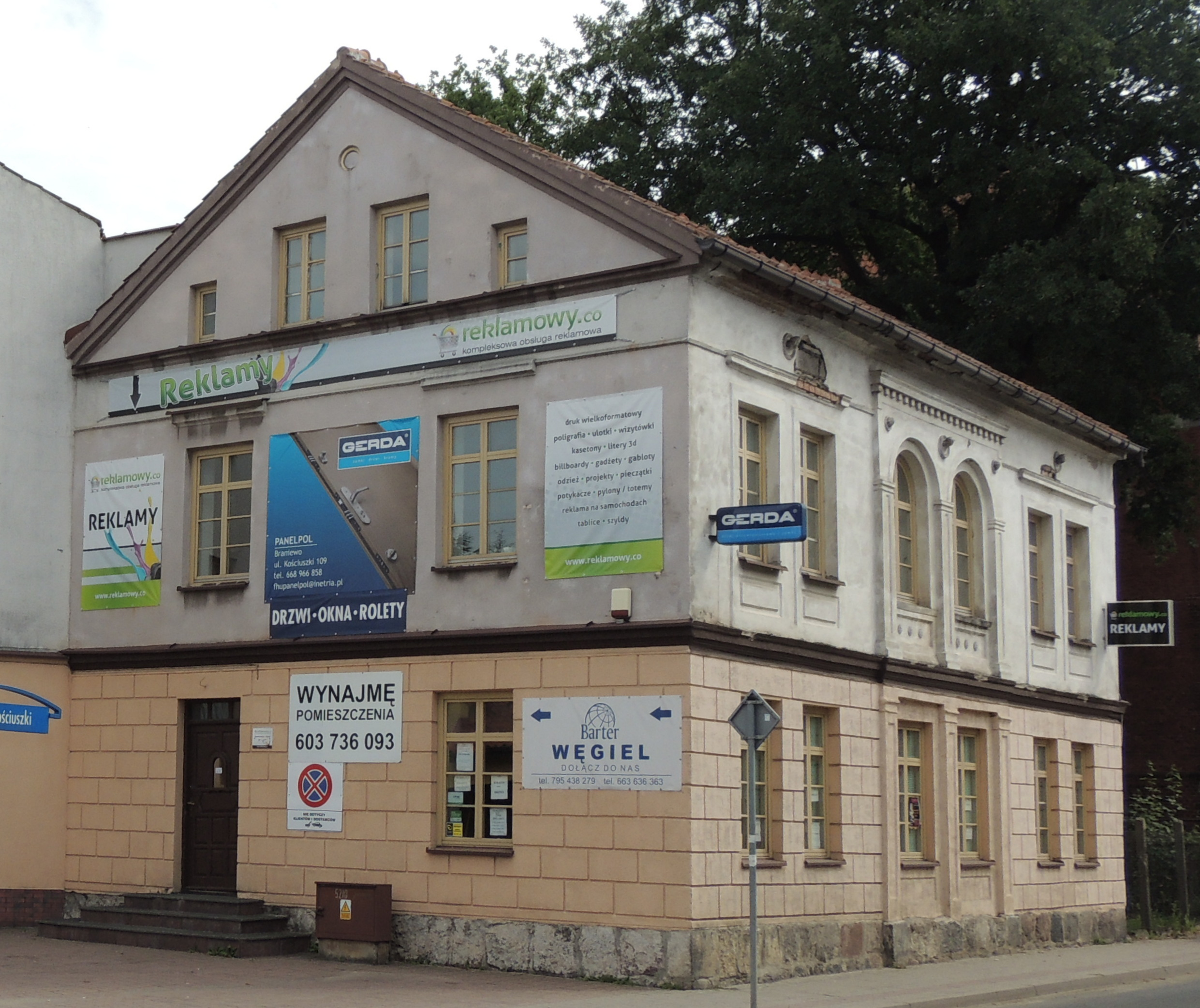
Willa – widok z boku

### Willa
Budynek został wzniesiony na planie prostokąta, jest dwutraktowy, dwukondygnacyjny, podpiwniczony. Dach pokryty kalenicą równoległą do ulicy Kościuszki. Tylna ściana budynku przylega do budynku sąsiedniego. Budynek jest murowany, z cegły, otynkowany. Strop nad piwnicą ceglany na belkach stalowych. Nad wyższymi kondygnacjami znajdują się stropy drewniane. Więźba dachowa drewniana o konstrukcji płatwiowo-krokwiowej. Elewacja frontowa budynku sześcioosiowa. Na osi środkowej zaakcentowany jest pozorny ryzalit. Przyziemie budynku boniowane. Ryzalit rozczłonkowany trzema pilastrami dźwigającymi belkowanie. Otwory okienne prostokątne, tylko dwa okna drugiej kondygnacji z łukami. Podział horyzontalny elewacji tworzy profilowany gzyms międzykondygnacyjny. Otwory okienne drugiej kondygnacji ujęte listwowymi opaskami. Pod oknami znajdują się prostokątne płyciny. Nad oknami naczółek w formie odcinka gzymsu wieńczący dwa przylegające do siebie otwory okienne. Ryzalit rozczłonkowany dwoma archiwoltami. Pod oknami płyciny zdobione rozetkami kwiatowymi. Nad oknami znajdują się trzy tablatury z maszkaronami. Ryzalit wieńczy profilowany gzyms z kostkami. Elewację frontową wieńczy profilowany gzyms. Pod gzymsem — dwa maszkarony. Elewacja boczna dwuosiowa, zamknięta trójkątnym szczytem. Przyziemie boniowane. Gzyms kordonowy profilowany. Nad oknami drugiej kondygnacji proste naczółki. Trójkątny szczyt ogzymsowany. W szczycie mały okrągły otwór. Budynek jest nakryty dachem dwuspadowym z dachówką holenderką. W sieni wewnątrz budynku znajdują się zabiegowe drewniane schody.

### Oficyna

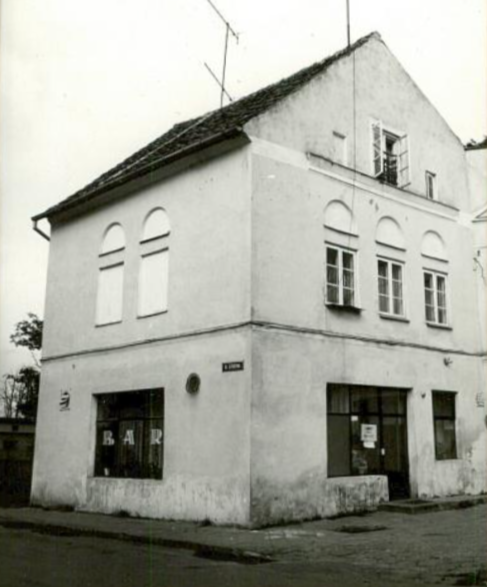
Oficyna w 1981

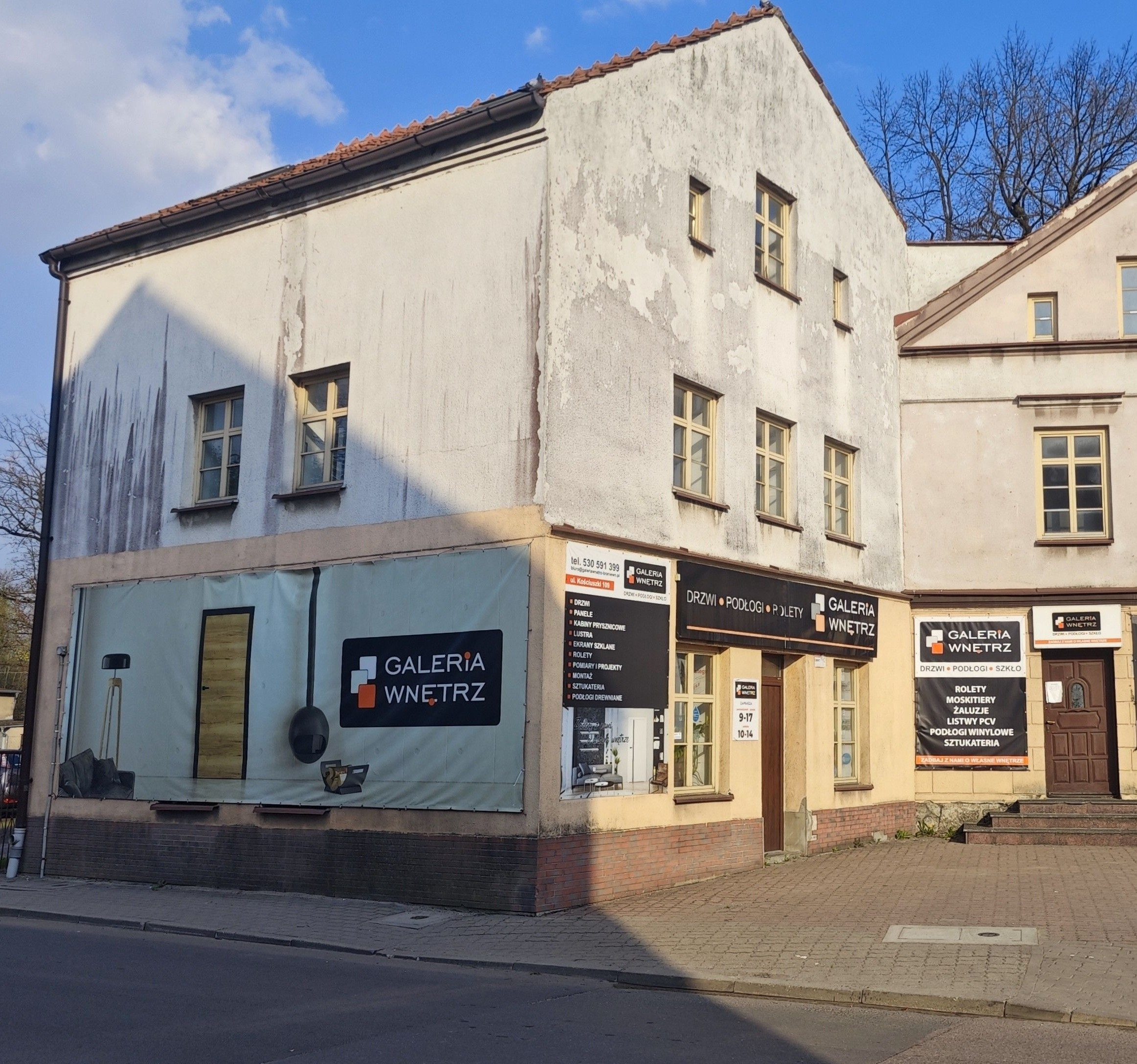
Oficyna w 2025

Powstanie oficyny jest datowane również na połowę XIX wieku. Oficyna zwrócona jest szczytowo do ul. Kościuszki, a kalenicowo do ul. Szkolnej. Została założona na planie prostokąta, jest murowana z cegły i otynkowana. Budynek jest dwutraktowy, dwukondygnacyjny, z częściowo mieszkalnym poddaszem. Elewacja frontowa jest trójosiowa. Podział horyzontalny budynku tworzy listwowy gzyms kordonowy obiegający budynek. Nad oknami pierwszego piętra znajdowały się półokrągłe płyciny (niezachowane). Na drugiej kondygnacji w szczycie jeden prostokątny otwór okienny oraz symetrycznie dwa małe prostokątne jednoskrzydłowe okienka po bokach. Wszystkie trzy okna poddasza były wsparte na profilowanym podokienniku (niezachowany). Elewacja boczna budynku jest dwuosiowa, nad gzymsem kordonowym znajdują się dwa zamurowane okna. Gzyms wieńczący jest w kształcie listwowego fryzu. Elewacja tylna jest trójosiowa. Oficyna jest nakryta dachem dwuspadowym i pokryta dachówką holenderką.
W 1981 parter oficyny zajmował lokal gastronomiczny – bar mleczny. Współcześnie (2025) znajduje się tam zakład usługowy.
29 maja 1995 roku willa oraz oficyna zostały wpisany do rejestru zabytków pod numerem rejestru 459/95.